# Phu-Phan

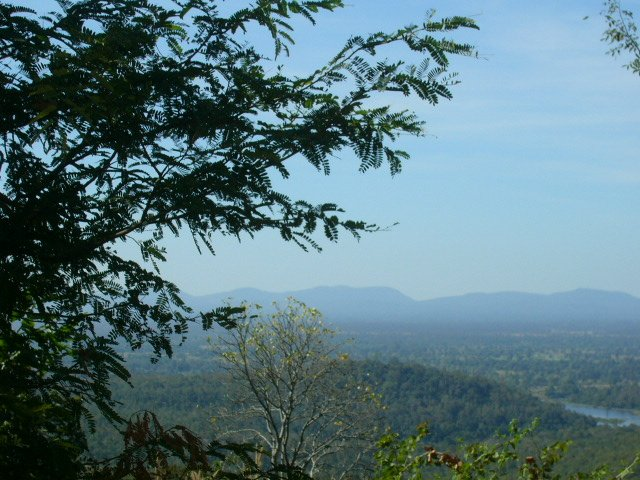
Les elevacions de Phu Phan a la vora de Phu Phek.

Les elevacions de Phu-Phan (เทือกเขาภูพาน, thueak khao phu phan en tailandès) són un sistema de muntanyes a l'Isaan, Tailàndia. Aquest sistema orogràfic divideix l'altiplà de Khorat en dues planes: La plana de Khorat al sud amb les conques dels rius Chi i Mun, i la plana de Sakon Nakhon (més petita) al nord, amb les conques dels rius Loei i Songkhram.
El nom de "Phu Phan" prové de "phu", que vol dir "muntanya" en l'idioma de l'Isaan, i de "phaan", una mena de safata amb pedestal que es fa servir tradicionalment per a presentar ofrenes. Aquest nom es refereix a la forma de les muntanyes que tenen cims plans o en tabula. Són d'altitud moderada, la més alta no ultrapassant els 630 m.
Entre els llocs d'interès de la zona cal mencionar el llac de Nong Han, situat a prop de Sakhon Nakhon, i Phu Phek, un temple Khmer del segle xi actualment en ruïnes.

## Ecologia

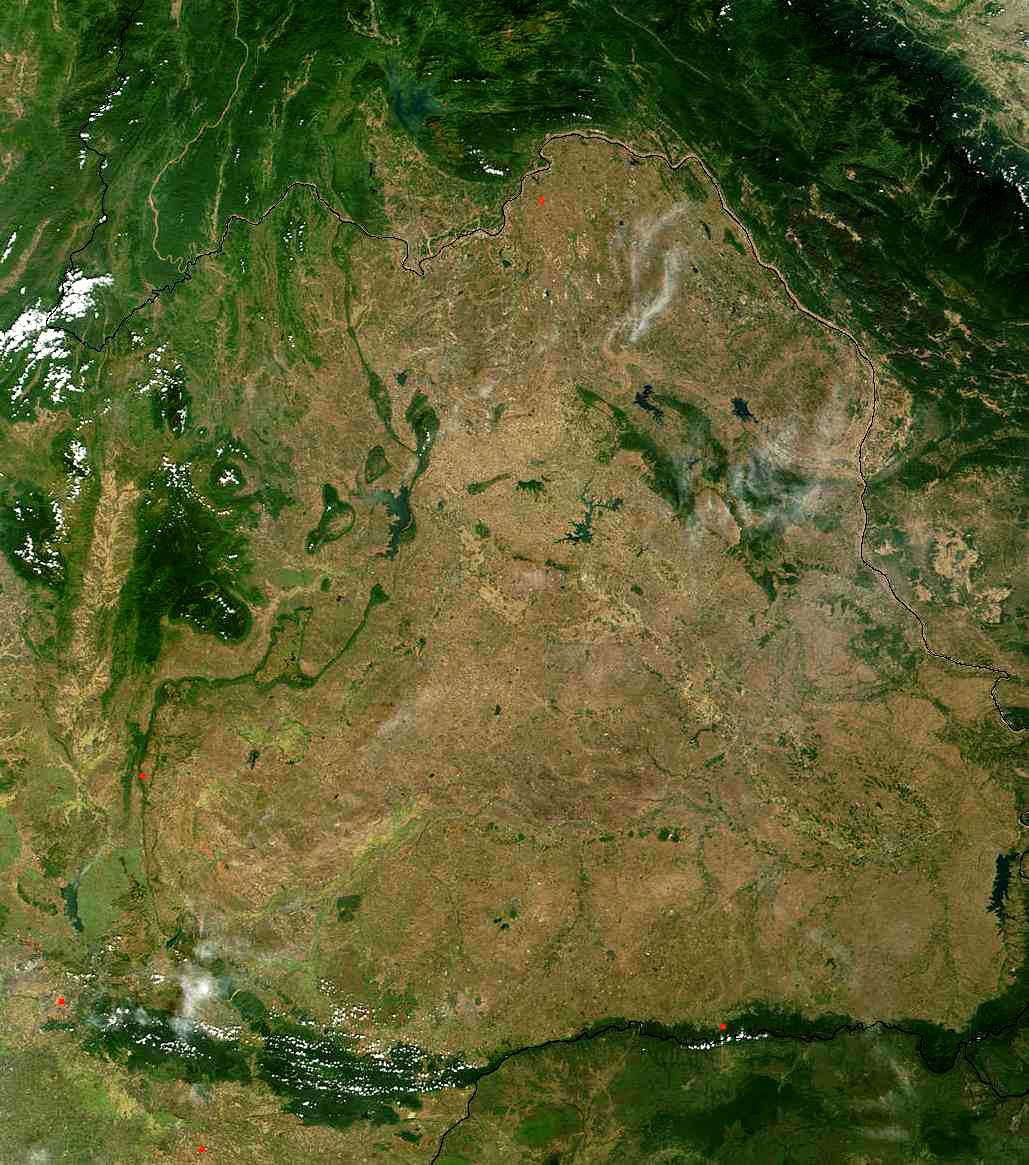
Vista de satèl·lit de l'Isaan: les elevacions de Phu Phan (les taques fosques de dalt a la dreta), són l'únic lloc que ha escapat a la massiva desforestació de la regió.

Les elevacions de Phu-Phan són gairebé l'únic lloc de l'Isaan on s'ha conservat la vegetació natural de la zona. Aquesta consisteix en boscos esclarissats i secs amb matolls de poca altura. Són freqüents les termiteres o nius epígeus dels tèrmits.
L'extensió reduïda que ocupen els boscos naturals és deguda a l'excessiva desforestació causada recentment per l'activitat humana en aquesta regió superpoblada i relativament àrida. Entre les espècies que han vist llur hàbitat molt reduït o desaparèixer cal mencionar el paó verd.
Actualment aquestes muntanyes són una zona protegida. Hi ha quatre parcs naturals a la zona de les elevacions de Phu Phan:
- El parc nacional de Phu Phan[3]
- El parc nacional de Phu Kao - Phu Phan Kham[4]
- El parc nacional de Phu Pha Lek[5]
- El parc nacional de Huai Huat o Phu Pha Yon[6]